# Villa Monte Cascioli
Villa Monte Cascioli (o  Montecascioli ) o  Villa Meucci  è una villa storica di Scandicci, in provincia di Firenze, situata in via di Montecascioli.

## Storia
Sorge sul poggio omonimo, poco distante dalla Villa di Castelpulci, che domina la piana sottostante.
In origine fu un castello ( X secolo)  appartenente ai conti Cadolingi, patroni dell'abbazia di Settimo. Vi soggiornarono più volte i conti Uguccione e suo figlio Ugo e dal castello partirono incursioni contro Firenze.
Nel 1113, come ricorda Giovanni Villani dopo la morte del conte Ugo, l'esercito del comune di Firenze mosse una serie di assedi contro il maniero. Un piccolo avvallamento non tanto distante dal castello, avrebbe preso il nome di  Vallemorta  o  Valimorta  per essere stato utilizzato per ammassare i cadaveri di coloro che erano caduti nello scontro.  I fiorentini distrussero definitivamente il castello cadolingio nel 1119.
Venne ricostruito successivamente come villa signorile: nel Cinquecento  appartenne ai Pollini, dai quali l'acquistò Andrea del Frate nel 1567.
Passò ai Fabbrini nel 1641 che poi per eredità passò ai Barberini che la mantennero fino all'Ottocento, quando l'acquistò la famiglia Meucci; in tempi recenti, la Villa passò ai Cioci..
Oggi la villa è adibita ad azienda agricola.
La villa possiede una cappella dedicata alla Maddalena.

## Descrizione

### La villa
Sottoposta ad innumerevoli cambiamenti strutturali esterni ed interni, si basa sempre su i soliti tre elementi: la posizione di dominio sulla valle, la presenza della torre che risale alla prima costruzione (un po' rovinata alla base ma ben rinforzata nel piano cantine) ed infine la presenza della cappella.
La villa è costituita da tre costruzioni, la principale che è la villa sorta sulle macerie del castello e le altre due che sono edifici a carattere agricolo del XVIII secolo. Poco distanti dalla villa ci sono annessi altri edifici rurali quali il lavatoio, il forno ed il fienile.

### La cappella
Isolata dalla villa, precisamente a sinistra del cancello che chiude l'ingresso anteriore. Si pensa sia del 1615 per via di un disegno in possesso alla famiglia Cioci. Utilizzata per dire le messe in quanto non esisteva una chiesa nel raggio di un miglio e mezzo.
Nella cappella sopra l'altare vi è un quadro raffigurante la Madonna col Bambino, San Francesco e Santa Maria Maddalena con la veduta del castello di Montecascioli sullo sfondo, datato 1970.